# Felix Weil
Lucio Felix José Weil (Buenos Aires, 8 de fevereiro de 1898 – Dover, 18 de setembro de 1975) foi um acadêmico e filantropo argentino de origem alemã.
Ele era filho do rico comerciante alemão Hermann, que deixou a Alemanha por volta de 1890 para buscar um lucrativo comércio de grãos, e Rosa Weil. Aos nove anos foi enviado à Alemanha para frequentar o Goethe-Gymnasium em Frankfurt.Exceto um ano importante na Universidade de Tübingen em 1918 - 1919, onde começou seu envolvimento com a esquerda, permaneceu em Frankfurt, onde se graduou com louvor em ciências políticas. Sua tese, sobre os problemas práticos da aplicação do socialismo, foi publicada em uma série de monografias de Karl Korsch.
Com o patrimônio da família em 1923 financiou a conferência intitulada Erste Marxistische Arbeitswoche (Primeira Semana de Trabalho Marxista) na cidade alemã de Ilmenau. Estiveram presentes figuras como Georg Lukács, Karl Korsch, Richard Sorge, Friedrich Pollock e Karl August Wittfogel. Graças ao sucesso deste evento, em 1924 Weil e Friedrich Pollock fundaram o Instituto de Pesquisa Social, que ganhou o apoio de alguns eminentes intelectuais da época.
Em 1945, Felix Weil estabeleceu-se na Califórnia.